# Шомениј
Шомениј (фр. Chaumesnil) насеље је и општина у североисточној Француској у региону Шампањ-Арден, у департману Об која припада префектури Бар сир Об.
По подацима из 2011. године у општини је живело 89 становника, а густина насељености је износила 8,04 становника/km². Општина се простире на површини од 11,07 km². Налази се на средњој надморској висини од 139 метара.

## Демографија
| 1962. | 1968. | 1975. | 1982. | 1990. | 1999. | 2011. |
| ----- | ----- | ----- | ----- | ----- | ----- | ----- |
| 82    | 91    | 82    | 63    | 72    | 82    | 89    |

График промене броја становника у току последњих година